# Фридрих III (Шлезвиг-Холщайн-Готорп)
Вижте пояснителната страница за други личности с името Фридрих III.
Фридрих III фон Шлезвиг-Холщайн-Готорп (на немски: Friedrich III von Schleswig-Holstein-Gottorf; * 22 декември 1597, дворец Готорп; † 10 август 1659, Тьонинг) е херцог на Шлезвиг-Холщайн-Готорп (1616 – 1659). Той е прадядо на руската императрица Екатерина II.

## Живот
Той е най-възрастният син на херцог Йохан Адолф фон Шлезвиг-Холщайн-Готорп (1575 – 1616) и принцеса Августа Датска (1580 – 1639), дъщеря на крал Фредерик I от Дания и херцогиня София фон Мекленбург.
Фридрих III се жени на 21 февруари 1630 г. в Дрезден за Мария Елизабет Саксонска (1610 – 1684), дъщеря на курфюрст Йохан Георг I от Саксония.
На 3 септември 1642 г. Лудвиг I фон Анхалт-Кьотен приема Фридрих III в литературното общество „Fruchtbringende Gesellschaft“.
Фридрих умира на 10 август 1659 г. в обсадената крепост Тьонинг и е погребан на 31 януари 1661 г. в княжеската гробница в катедралата на Шлезвиг.
- Херцог Фридрих III
- Херцог Фридрих III
- Мария Елизабет Саксонска

## Деца
Фридрих III и Мария Елизабет Саксонска имат 16 деца:
- София Августа (1630 – 1680)

∞ 1649 княз Йохан VI фон Анхалт-Цербст (1621 – 1667), син на княз Рудолф, баба на Екатерина II
- Магдалена Сибила (1631 – 1719)

∞ 1654 херцог Густав Адолф фон Мекленбург (1633 – 1695)
- Йохан Адолф (1632 – 1633)
- Мария Елизабет (1634 – 1665)

∞ 1650 ландграф Лудвиг VI фон Хесен-Дармщат (1630 – 1678)
- Фридрих (1635 – 1654)
- Хедвиг Елеонора (1636 – 1715)

∞ 1654 по-късния крал Карл X Густав от Швеция (1622 – 1660)
- Адолф Август (*/† 1637)
- Йохан Георг (1638 – 1655), княжески епископ на Любек
- Анна Доротея (1640 – 1713), монахиня
- Кристиян Албрехт (1641 – 1695)

∞ 1667 Фридерика Амалия Датска от Дом Олденбург (1649 – 1704), дъщеря на крал Фредерик III от Дания
- Густав Улрих (*/† 1642)
- Христина Сабина (1643 – 1644)
- Август Фридрих (1646 – 1705)

∞ 1676 принцеса Христина (1656 – 1698), дъщеря на херцог Август фон Саксония-Вайсенфелс
- Адолф (1647 – 1648)
- Елизабет София (*/† 1647)
- Августа Мария (1649 – 1728)

∞ 1670 маркграф Фридрих VII Магнус фон Баден-Дурлах (1647 – 1709)